# 长安公主
长安公主（？—941年3月23日），是中国五代十国后晋开国皇帝高祖石敬瑭长女。
天福二年（937年）五月，石敬瑭封女儿为长安公主，五年（940年）三月，长安公主下嫁杨承祚。六年（941年）二月癸丑，长安公主去世，追封秦国公主，七年（942年）九月，又追封梁国长公主。八年五月初二，石重贵追封皇故长姊为吴国长公主。